# Linosa
Linosa er den nordligste af de tre øer i øgruppen de Pelagiske øer beliggende syd for Sicilien. Øen ligger 160 km syd for Sicilien og 160 km øst for Tunesien og har et areal på 5,4 km² og et indbyggertal på ca. 430 indbyggere. 
Der dyrkes kapers, linser og vin på øen, og sommeren er der turisme, der dog begrænses af øens størrelse og mangel på ferskvand. Øen kan nås med færge fra Porto Empedocle på Sicilien.
Linosa er i modsætning til de to andre øer i øgruppen, Lampedusa og Lampione, af vulkansk oprindelse. Det er dog ca. 2500 år siden, der sidst har været vulkansk aktivitet på øen. Det højeste punkt, Monte er 195 m.o.h. Øen har interessant natur, således er der flere endemiske plantearter, og den sjældne fugl Kuhls skråpe yngler her, ligesom øen er et af få steder i Italien, hvor der yngler havskildpadder.

## Historie
Linosa var alerede kendt i antikken, til tider også beboet og har i løbet af sin historie haft forskellige navne som f.eks. Aithusa. I romertiden var øen et støttepunkt for slavehandlernes skibe. I det 16. århundrede brugte piraterne øen som base.
Navnet Linosa fik øen af kaptajn Bernardo Maria Sanvinsente, der i 1845 af Ferdinand II. fik opgaven med at sejle ca. 40 mænd og kvinder i land for at bosætte sig på øen. De boede i huler og benyttede de gamle romerske cisterner til indvinding af ferskvand. De levede af landbrug og fiskeri.
I 1960erne anlagde Sicilien et telefonkabel, et kraftværk og en skole, 1973 blev et afsaltningsanlæg installeret.

## Galleri
- Linosa
- Linosa
- Typiske huse på Linosa
- Kystlandskab på Linosa
- Landskab af vulkanske bjergarter